# Shun’ichi Kumai
Shun’ichi Kumai (jap. 熊井 俊一, Kumai Shun’ichi; * vor 1920) war ein japanischer Fußballspieler.

## Nationalmannschaft
1934 debütierte Kumai für die japanische Fußballnationalmannschaft. Kumai bestritt zwei Länderspiele. Mit der japanischen Nationalmannschaft qualifizierte er sich für die Far Eastern Championship Games 1934.